# Garm (Tadjikistan)
Pour les articles homonymes, voir Garm.
Gharm (tadjik : Ғарм ; en russe : Гарм, tr. Garm ; en persan : غرم, tr. Ğarm, Gharm) est une ville du Tadjikistan dans la Région de subordination républicaine, au nord-ouest du Pamir. Elle se trouve sur le cours du Surkhob.